# Fábula milesia
Fábula milesia o cuento milesio (en griego, Μιλησιακά o Μιλησιακοί) es un género literario narrativo que nace en el siglo II a. C. en las colonias griegas de Asia Menor. Se trata de una narración en primera persona en la que se contaban en tono humorístico historias prodigiosas o curiosas a menudo con trasfondo erótico, sirviéndose del diálogo, y cuya finalidad principal era el entretenimiento del lector.

## Historia
El autor que dio origen de este género fue Arístides de Mileto. De este escritor se conocen pocos detalles tanto de su vida como de su obra, pero de testimonios posteriores se ha deducido que a menudo trató temas relacionados con situaciones cotidianas de desvergüenza sexual, así como otros temas variados como anécdotas históricas, leyendas, sueños o acontecimientos mágicos, entre otros, contados con un estilo retórico para entretener a sus lectores. Además se sabe que fue traducido al latín por Lucio Cornelio Sisenna, un autor que murió en el año 67 a. C., y que algunas de las historias de Parallela minora, obra de Pseudo Plutarco, tienen como fuente a Arístides. Su difusión fue amplia y tuvo un gran éxito. Plutarco cuenta que durante la batalla contra los partos en Carras (53 a. C.), los romanos se entretenían leyendo las Fábulas milesias, y también se encuentran ecos en Ovidio de las mismas:
Iunxit Aristides milesia crimina secum
pulsus Aristides nec tamen urbe sua est (Tristes, II, 413-414)
Vertit Aristiden Sisenna nec obfuit illi
historiae turpes inseruisse iocos (Tristes, II, 443-444)
Entre los autores que cultivaron este género pueden citarse Conón[cita requerida], Petronio Árbitro —al menos en dos de las historias de El Satiricón, «El muchacho de Pérgamo» y «La matrona de Éfeso»— y Apuleyo —que afirma expresamente al comienzo de su obra El asno de oro que es una charla milesia. Otro cuento que conserva ecos de las milesias se titula Lucio o el asno, atribuido a Luciano de Samosata. El fabulista Fedro, en sus relatos, privilegió sobre todo el humor sobre lo meramente erótico. También puede encontrarse carácter milesio en los Factorum Memorabilium Libri de Valerio Máximo y en los dos Plinios, el el Viejo y el Joven, pero sobre todo en Aulo Gelio y sus Noctes Atticae, un revuelto de anécdotas, recuerdos, breves tratados gramaticales y lingüísticos y casos admirables dignos de ser contados.[cita requerida]
En la literatura medieval y moderna las fábulas milesias fueron ejemplo para colecciones como los Gesta Romanorum, el Decamerón de Giovanni Boccaccio o el Heptamerón de Margarita de Navarra, y también para la fábula erótica y licenciosa de los siglos XVI, XVII y XVIII.

## En la cultura hispánica
En España la definición de fábula milesia se desdibujó bastante desde que el gran humanista Luis Vives las atacó en un capítulo del libro III de su De ratione dicendi (1532) que trata de cada una de las partes de la oratoria didáctica, distinguiendo tres tipos de narraciones según se propongan como fin explicar algo, persuadir o pasar el rato:
Las milesias son las más deleznables por carecer de verdad, verosimilitud y utilidad, y ser, al cabo, una pura pérdida de tiempo, como en los convites y tertulias de hombres y mujeres, cual lo es toda la literatura erótica. Fue Luciano el primero que a las conversaciones amatorias las llamó milesias, y Marciano Capella infligió este nombre a determinadas ficciones poéticas. Por dar un nombre preciso de autor de escritos milesios, daré el de Arístides, que escribió algunos libros de ese jaez, y Apuleyo un Asno famoso tomado de Luciano y luego enjaezado por él. Apuleyo, ya en el propio comienzo de la obra, dice claramente que tiene ese carácter. Dice: Ahora te voy a deleitar con esta novela milesia. Fábulas de éstas son las patrañas que cuentan las viejas a los niños para que no lloren o no molesten. ¿Qué utilidad reportaría dar fórmulas para un género idiota? Más idiota sería yo si tal hiciera. Muy de otro linaje son las ficciones poéticas, de las cuales hablaremos como cumple.
Siguiendo a Vives, Alonso López Pinciano confundió su deleite (o ausencia de moral) con la mera ficción, asociándolas a los libros de caballerías, por lo cual las combatió también Alejo Venegas del Busto, para quien no hay creación literaria (poesía) fuera de la teología. El primero escribió que:
Hay tres maneras de fábulas: unas, que todas son fición pura, de manera que fundamento y fábrica todo es imaginación, tales son las Milesias y libros de cauallerías; otras ay que sobre una mentira y fición fundan una verdad, como las de Esopo, dichas apologéticas, las quales, debaxo de una hablilla, muestran un consejo muy fino y verdadero; otras ay que sobre una verdad fabrican mil ficiones, tales son las trágicas y épicas, las quales siempre, o casi siempre, se fundan en alguna historia, más de forma que la historia es poca en respecto y comparación de la fábula; y assí de la mayor parte toma la denominación la obra que de la una u otra se haze (Cf. López Pinciano 1973: II, 12-13)
Se hizo eco de esta definición Miguel de Cervantes en su Don Quijote por boca del canónigo:
Según a mí me parece, este género de escritura y composición cae debajo de aquel de las fábulas que llaman milesias, que son cuentos disparatados, que atienden solamente a deleitar y no a enseñar, al contrario de lo que hacen las fábulas apólogas, que deleitan y enseñan juntamente. Y puesto que el principal intento de semejantes libros sea el deleitar, no sé yo cómo pueden conseguirle, yendo llenos de tantos y tan desaforados disparates. (Quijote (1998: I, 547).